# The Road Goes on Forever (album)
The Road Goes on Forever je album country supergrupe The Highwaymen. Originalno je objavljen 4. srpnja 1995. u izdanju Liberty Recordsa, a 8. studenog 2005. su ga ponovno objavile kuće Capitol Records i EMI s bonus pjesmama, a u nekim verzijama, s bonus DVD-om u povodu desete obljetnice izlaska albuma. DVD uključuje glazbeni spot za "It Is What It Is", kao i kratki dokuemntarac nazvan Live Forever - In the Studio with the Highwaymen. Bio je posljednji album grupe prije Jenningsove smrti 2002. i Cashove smrti 2003.
Naslovnu pjesmu s albuma napisao je Robert Earl Keen, a originalno je objavljena na njegovu albumu iz 1989., West Textures.

## Popis pjesama

### Disk 1 (CD)
1. "The Devil's Right Hand" (Steve Earle) – 3:14
2. "Live Forever" (Shaver/Shaver) – 2:49
3. "Everyone Gets Crazy" (Welch) – 2:55
4. "It Is What It Is" (Bruton, Fleming) – 3:40
5. "I Do Believe" (Jennings) – 3:25
6. "The End of Understanding" (Nelson) – 2:43
7. "True Love Travels a Gravel Road" (Frazier/Owens) – 3:22
8. "Death and Hell" (Cash/Cash) – 2:51
9. "Waiting for a Long Time" (Bruton) – 4:20
10. "Here Comes That Rainbow Again" (Kris Kristofferson) – 2:50
11. "The Road Goes On Forever" (Keen) – 4:42
Bonus pjesme s reizdanja iz 2005.:
12. "If He Came Back Again" (Alfonso/Bickhardt) – 3:34
13. "Live Forever" (Shaver/Shaver) – 2:12
14. "I Ain't Song" (Jennings) – 1:56
15. "Pick Up the Tempo" (Nelson) – 2:18
16. "Closer to the Bone" – 2:14
17. "Back in the Saddle Again" (Gene Autry/Whitley) – 0:50

### Disk 2 (DVD)
1. Live Forever – In the Studio with the Highwaymen (video)
2. "It Is What It Is" (video)